# Brooke Raboutou
Brooke Raboutou (Boulder, 9 d'abril de 2001) és una escaladora professional estatunidenca. Als 9 anys, va aconseguir un V10 (7C+) i es va convertir en la dona més jove a escalar un 5.13b (8a). Als 10 anys, va aconseguir un V11 (8a) i es va convertir en la dona més jove a escalar un 5.13d (8b). Als 11 anys també va ser la primera dona a aconseguir un 5.14b (8c).
El 2019, va acabar novena en el Campionat del Món d'Escalada combinada classificant-se per als Jocs Olímpics de Tòquio 2020, on va acabar en 5è lloc a la prova inaugural d'escalada esportiva dels Jocs Olímpics.
L'any 2025 s'ha convertit en la primera dona en escalar un 9b+ (Excalibur).
Brooke Raboutou es filla de Robyn Erbesfield-Raboutou, cinc vegades campiona dels Estats Units d'Amèrica i quatre vegades campiona de la Copa del Món, i Didier Raboutou, tres vegades campió de la Copa del Món.